# كيث شابمان
كيث شابمان (بالإنجليزية: Keith Chapman)‏ هو عازف الأرغن أمريكي، ولد في 1945 في سان ماتيو في الولايات المتحدة، وتوفي في 1989.